# جزيرة المرجان (رواية)
جزيرة المرجان: حكاية من المحيط الهادي (بالإنجليزية: The Coral Island: A Tale of the Pacific Ocean)‏ هي رواية صدرت عام 1858 بقلم المؤلف الإسكتلندي آر إم بالانتاين. وهي إحدى أوائل أعمال أدب الشباب من بطولة أبطال صغار، وتروي مغامرات ثلاثة أولاد تقطعت بهم السبل على جزيرة جنوب المحيط الهادئ، وهم الناجون الوحيدون من سفينة غارقة.
تعتبر هذه الرواية روبنسونية نموذجية - نوع أدبي مستوحى من روبنسون كروزو بقلم دانيال ديفو – وإحدى أكثرها شعبية، تم بيع الكتاب أول مرة في أواخر العام 1857، ولم ينفد من النشر أبدا. ومن بين الموضوعات الرئيسية في الرواية هي التأثير الحضاري للمسيحية، الإمبريالية البريطانية القرن التاسع عشر في جنوب المحيط الهادئ، وأهمية التسلسل الهرمي والقيادة. وكانت مصدر إلهام لرواية أمير الذباب بقلم ويليام جولدنج (1954)، والتي قلبت أخلاقيات جزيرة المرجان. في قصة بالانتين فإن الأطفال يواجهون الشر، ولكن في أمير الذباب فإن الشر موجود في داخلهم.
اعتبرت الرواية الكلاسيكية في أوائل القرن العشرين، وتم تدريسها على أطفال المدارس الابتدائية في بريطانيا، وفي الولايات المتحدة كانت ضمن قوائم القراءة الرئيسية في المدارس الثانوية. ومع ذلك، فإن النقاد الحديثين يرون نظرته للعالم عتيقة وامبريالية. ورغم أن شعبيتها اليوم أقل من قبل، فقد تم اقتباسها في الدراما التلفزيونية للأطفال من أربعة أجزاء بثته قناة ITV عام 2000.